# Veine (géologie)

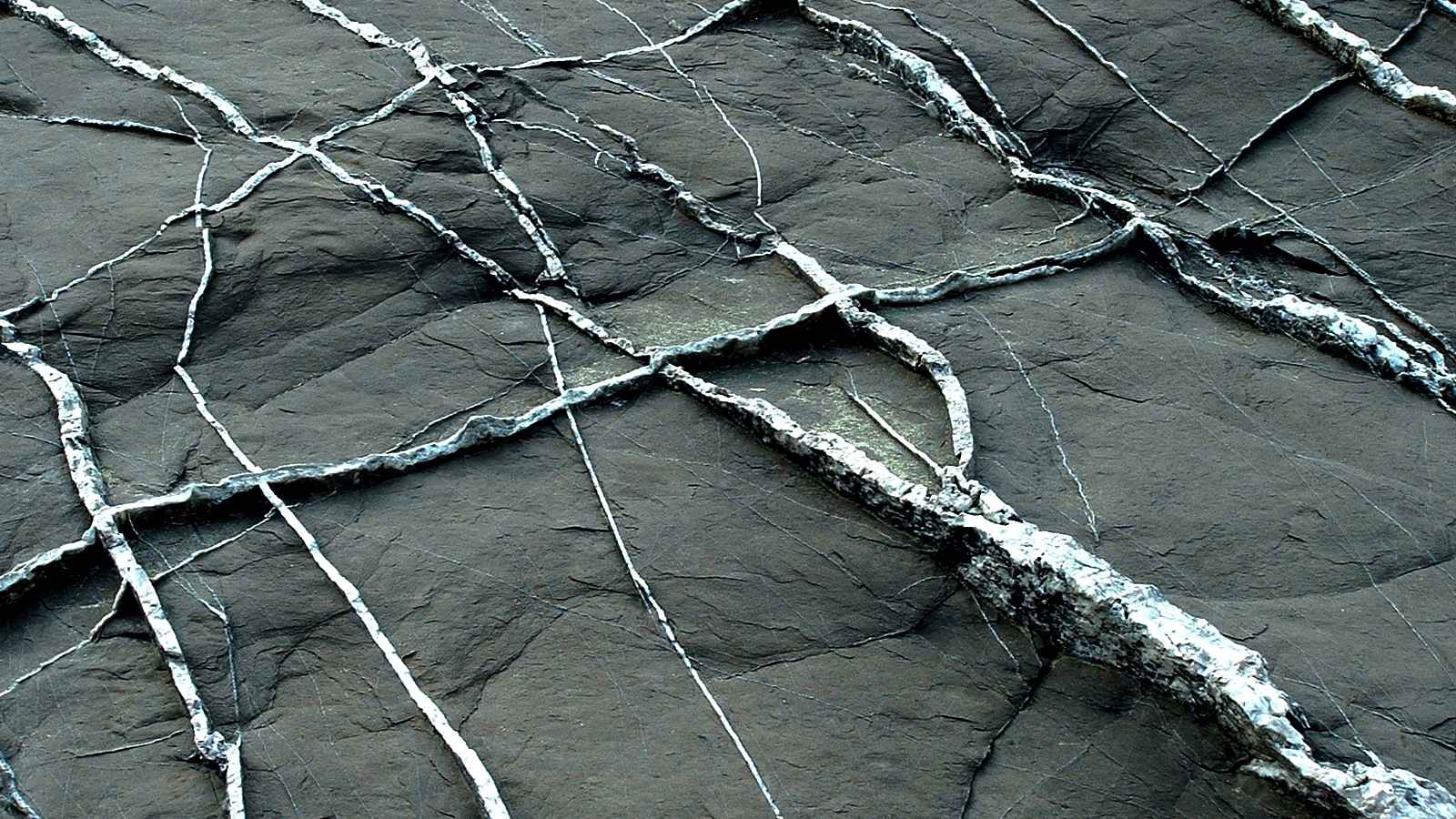
Veines blanches dans une roche sombre à Imperia, Italie

En géologie, une veine est un corps distinct en forme de feuille de minéraux cristallisés dans une roche. Les veines se forment lorsque des constituants minéraux transportés par une solution aqueuse dans la masse rocheuse sont déposés par précipitation. Le débit hydraulique impliqué est généralement dû à la circulation hydrothermale.
Les veines sont classiquement considérées comme le résultat de la croissance de cristaux sur les parois des fractures (en) planes dans les roches, la croissance des cristaux se produisant normalement sur les parois de la cavité, en protrusion dans l'espace ouvert. C'est certainement la méthode pour la formation de certaines veines. Cependant, il est rare en géologie qu'un espace ouvert important reste ouvert dans de grands volumes de roche, en particulier à plusieurs kilomètres sous la surface. Ainsi, il existe deux mécanismes principaux considérés comme susceptibles de former des veines: le remplissage en espace ouvert (en anglais crack-seal growth) et en scellement de fissure (en anglais crack-seal growth).

## Remplissage en espaces ouverts

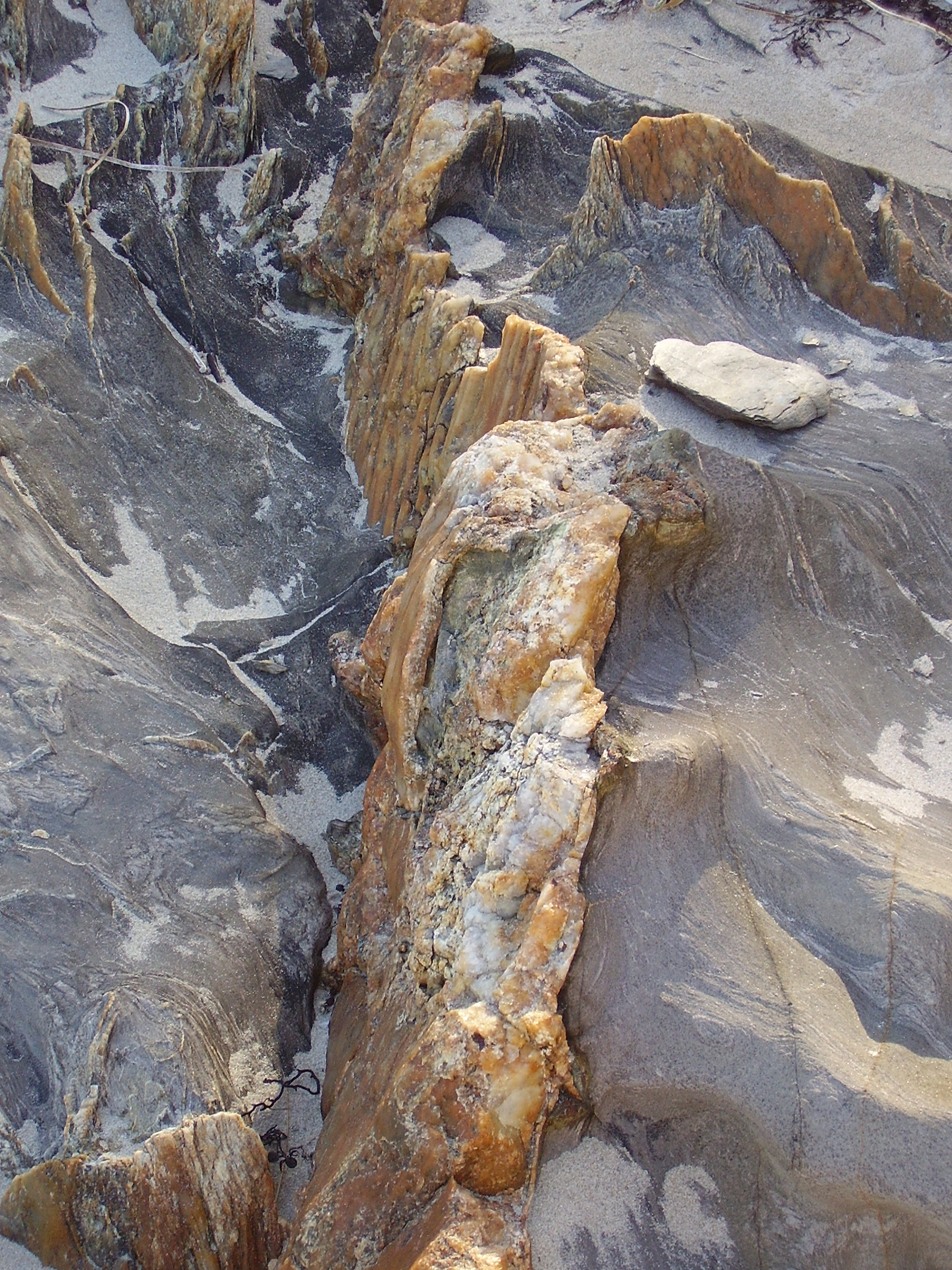
Une veine de quartz, proéminente de la roche altérée environnante à Cape Jervis, Australie du Sud

Le remplissage des espaces ouverts (en anglais : open-space filling) est la marque des systèmes de veines épithermales (relatif à des phénomènes géologiques ou métallogéniques produits à des températures limitées, donc à proximité de la surface de la terre), comme un stockwerk (minéralisation en amas), dans les greisens ou dans certains environnements de skarn. Pour que le remplissage des espaces ouverts prenne effet, la pression géostatique (en) (ou de surcharge) est généralement considérée comme inférieure à 0,5 GPa, ou inférieure à 3–5 km (2–3 mi) . Les veines formées de cette manière peuvent présenter un colloforme, un habitus de type agate, de salbandes (en) séquentielles de minéraux qui rayonnent à partir de points de nucléation sur les parois des veines et semblent remplir l'espace ouvert disponible. Des signes d'ébullition du liquide sont souvent présents. Vugs, druses, cavités, et géodes sont tous des exemples de phénomènes de remplissage en espace ouvert dans les systèmes hydrothermaux.
En variante, la fracturation hydraulique peut créer une brèche qui est remplie de caisse filonienne. De tels systèmes de veines de brèche peuvent être assez étendus et peuvent prendre la forme de feuilles de pendage (en) tabulaires, de diatrèmes ou de mantos (en) étendus latéralement contrôlés par des limites telles que des chevauchements, des couches sédimentaires compétentes (en) ou des roches couverture.

## Scellement de fissures
Lorsque la pression de confinement est trop élevée ou lorsque les conditions rhéologiques fragiles-ductiles prédominent, la formation de veines se produit via des mécanismes de scellement de fissures.
On pense que les veines fissurées se forment assez rapidement lors de la déformation (ingénierie) par précipitation de minéraux dans les fractures naissantes. Cela se produit rapidement selon les normes géologiques, car les pressions et la déformation signifient que les grands espaces ouverts ne peuvent pas être maintenus; généralement l'espace est de l'ordre du millimètre ou du micromètre. Les veines croissent en puissance (en) par réouverture de la fracture veineuse et dépôts (en) progressif de minéraux sur la surface de croissance.

## Implications tectoniques
Les veines ont généralement besoin d'une pression hydraulique supérieure à la pression hydrostatique (pour former des fracture par pression hydraulique) ou elles ont besoin d'espaces ouverts ou de fractures, ce qui nécessite un plan d'extension dans la masse rocheuse.
Dans tous les cas, à l'exception de la bréchification, par conséquent, une veine mesure le plan d'extension à l'intérieur de la masse rocheuse, ce qui donne ou prend un peu d'erreur. La mesure d'un nombre suffisant de veines formera statistiquement un plan d'extension principal.
Dans les régimes de compression à déformation ductile, cela peut à son tour donner des informations sur les contraintes actives au moment de la formation de la veine. Dans les régimes de déformation en extension, les veines apparaissent à peu près perpendiculairement à l'axe d'extension.

## Minéralisation et veinage

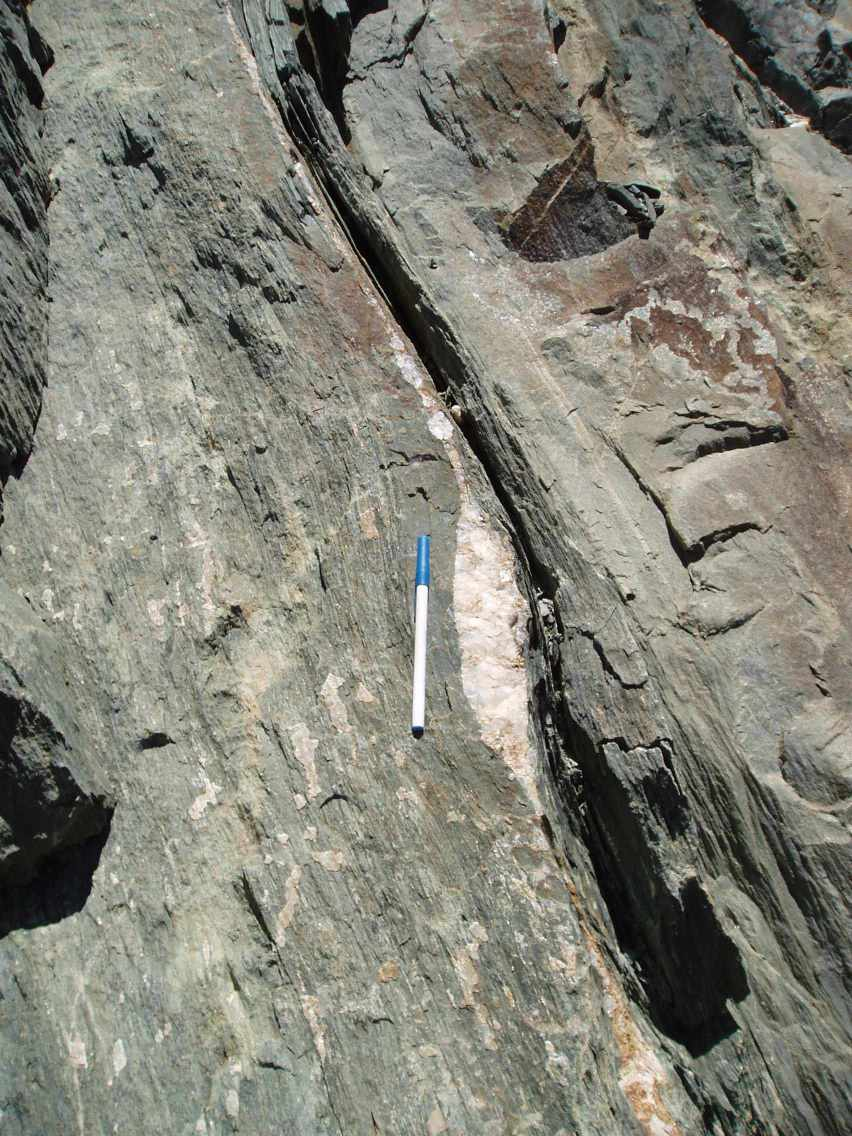
Veine de quartz boudiné (avec frange de déformation) montrant un sens de cisaillement sinistral. Starlight Pit, mine d'or de Fortnum, Australie occidentale.

Les veines sont de première importance pour les gisements minéraux, car elles sont la source de minéralisation soit dans les veines soit à proximité. Des exemples typiques incluent les filons minéralisés d'or, ainsi que la minéralisation de skarn. Les brèches d'hydrofracture sont des cibles classiques pour l'exploration du minerai car il y a beaucoup d'écoulement de fluide et un espace ouvert pour déposer des minerais.
Les minerais liés à la minéralisation hydrothermale, qui sont associés à la caisse filonienne, peuvent être composés de matériau filonien et/ou de la roche dans laquelle la veine est encaissée.

### Veines aurifères

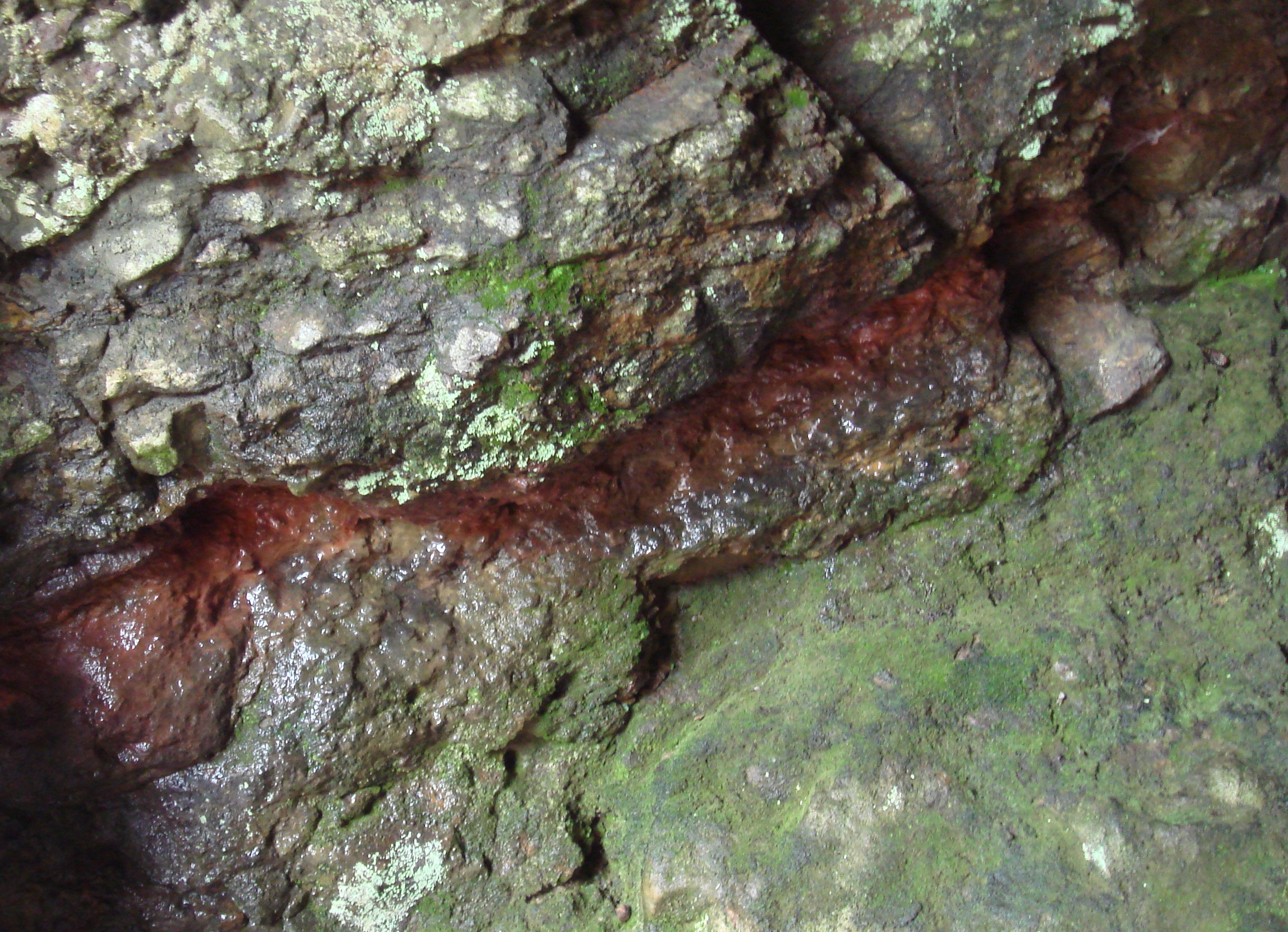
Veine aurifère in situ (en brun) à la mine d'or de Toi, Japon.

Dans de nombreuses mines d'or exploitées pendant les ruées vers l'or du XIXe siècle, le seul matériau de la veine (filon) était généralement recherché comme matériau de minerai. Dans la plupart des mines actuelles, le minerai est principalement composé des veines et de certains composants des épontes qui entourent les veines.
La différence entre les techniques d'exploitation minière des XIXe et XXIe siècles et le type de minerai recherché est basée sur la qualité du matériau extrait et les méthodes d'extraction utilisées. Historiquement, l'extraction manuelle des minerais d'or permettait aux mineurs de sélectionner le filon ou reef de quartz, permettant ainsi de travailler les parties les plus riches des filons, sans dilution des épontes non minéralisées.
L'exploitation minière d'aujourd'hui, qui utilise des machines et des équipements plus gros, oblige les mineurs à prendre des stériles (matériau trop pauvre pour être exprimé ou traité, par opposition au minerai) à faible teneur avec le minerai, ce qui entraîne une dilution de la teneur.
Cependant, l'extraction et les analyses (décomposition d'un mélange dont on sépare les constituants) d'aujourd'hui permettent de délimiter une minéralisation de tonnage en vrac à plus faible teneur, dans laquelle l'or est invisible à l'œil nu. Dans ces cas, les veines sont l'hôte subordonné de la minéralisation et peuvent n'être qu'un indicateur de la présence de métasomatisme des parois rocheuses qui contiennent la minéralisation à faible teneur.

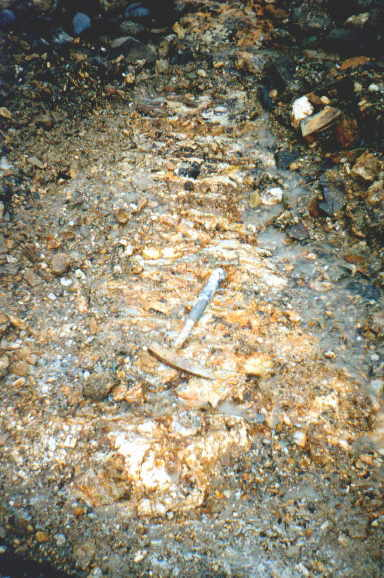
Veines de quartz aurifères, Blue Ribbon Mine, Alaska

Pour cette raison, les veines dans les gisements d'or hydrothermaux ne sont plus la cible exclusive de l'exploitation minière et, dans certains cas, la minéralisation aurifère est entièrement limitée aux roches de paroi altérées dans lesquelles sont hébergées des veines de quartz entièrement stériles.